# 中山公園駅 (廈門市)
中山公園駅（ちゅうさんこうえんえき、閩南語:tiong-san-kong-hn̂g tsām）は、中華人民共和国福建省廈門市思明区開元街道公園東路、公園南路、同安路と虎園路の交差点にある、廈門軌道交通1号線の駅である。

## 歴史
- 2017年12月31日1号線の駅として開業。

## 駅構造

### のりば
| 番線 | 路線              | 方面                                | 行先        |
| ---- | ----------------- | ----------------------------------- | ----------- |
|      | 廈門軌道交通1号線 | 烏石浦・火炬園・官任・廈門北駅 方面 | 岩内 行き   |
|      | 廈門軌道交通1号線 | 鎮海路 方面                         | 鎮海路 行き |

## 隣の駅
廈門軌道交通
■1号線
鎮海路駅 - 中山公園駅 - 将軍祠駅